# Antilla (orquídea)
- Commons
- Wikispecies

Antilla é um género botânico pertencente à família das orquídeas (Orchidaceae).

## Espécies
| - Antilla alainii - Antilla alpestris - Antilla appendiculata | - Antilla erosa - Antilla prostrata - Antilla quisqueyana |